# روبرت بي. لويس
روبرت بي. لويس (بالإنجليزية: Robert B. Lewis)‏ هو شخصية أعمال أمريكي، ولد في 12 مايو 1924، وتوفي في 17 فبراير 2006.